# Franc d'Assergi
Franc d'Assergi (né à Roio Piano, 1154/1159 – mort au XIIIe siècle) est un moine et ermite italien, vénéré comme saint par l'Église catholique.

## Biographie

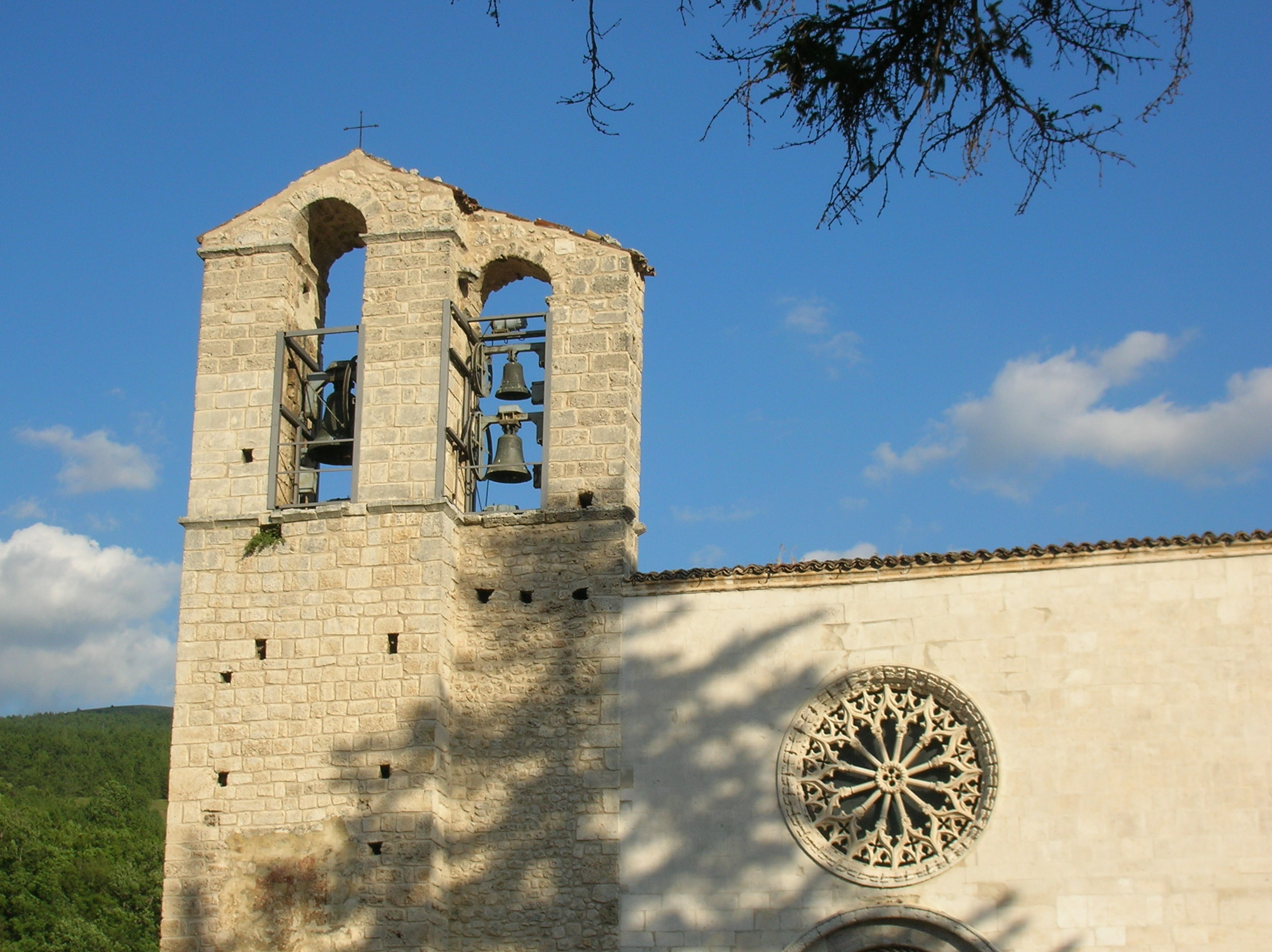
Église de Saint Franc d'Assergi, également connue sous le nom de "Santa Maria Assunta".

Fils de riches éleveurs de Roio, il entre, après des études primaires, au monastère bénédictin de San Giovanni in Collimento et y reste une vingtaine d'années, puis le quitte et se retire dans un ermitage de montagne. Il vit d'abord dans les bois de Lucoli, puis dans les montagnes du centre des Abruzzes et sur la chaîne du Gran Sasso, et enfin dans les montagnes autour d'Assergi.
Selon les légendes populaires, de nombreux miracles ont été accomplis par le saint : des béliers ressuscités, des loups apprivoisés et la capacité de faire sortir l'eau de source d'un rocher. Il sauve un bébé emmailloté de la bouche d'un loup qui l'avait enlevé. Pour cette raison, saint Franc est souvent représenté avec un loup à côté de lui tenant un enfant dans sa gueule.

## Culte
Saint Franc est vénéré dans l'église paroissiale de Santa Maria Assunta à Assergi, à l'oratoire homonyme.
Il est fêté le 5 juin : de nombreux pèlerinages sont effectués pendant la journée jusqu'à la montagne qui tient son nom. Les pèlerins montent en chantant à l'endroit où « l'eau de saint Franc » coulerait, dans une petite chapelle circulaire ermitage en pierre de montagne. L'eau sacrée serait une source faite par le saint à partir d'un rocher, censé avoir des propriétés thérapeutiques ; il est également vénéré dans divers villages des Abruzzes.
Saint Franc d'Assergi ne doit pas être confondu avec un autre ermite saint Franc, originaire de Calabre (XIe siècle) et co-patron de Francavilla al Mare, vénéré dans l'église mère de Santa Maria Maggiore anciennement San Franco.